# Insurgency (Computerspiel)
Insurgency (dt. Insurrektion) ist ein taktischer Ego-Shooter, der Mehrspieler-Gefechte vor der Kulisse des Irak-Konflikts simuliert. Das Spiel wurde am 22. Januar 2014 auf der Internet-Vertriebsplattform Steam veröffentlicht und ist eine kommerzielle Überarbeitung der Source-Modifikation Insurgency: Modern Infantry Combat. Entwickler und Verleger ist die US-amerikanische New World Interactive LLC. Mit Insurgency: Sandstorm existiert ein Nachfolger.

## Spielwelt
Der Spieler hat die Möglichkeit, zwischen zwei Parteien zu wählen: Der Einheit der amerikanischen Sicherheitskräfte (im Spiel: „Security Forces“) und den Aufständischen (im Spiel: „Insurgent Forces“). Laut Hersteller beinhaltet das Spiel rund zwanzig auswählbare Schusswaffen, darunter den amerikanischen M4-Karabiner und die russische AKM. Zusätzlich besteht die Möglichkeit, seine Ausrüstung mit verschiedenen Gegenständen zu modifizieren, wie zum Beispiel einem Reflexvisier oder ein Vordergriff. Des Weiteren kann die Art der Munition festgelegt sowie Granaten und Kevlar-Westen hinzugefügt werden.
Das Spiel legt seinen Schwerpunkt auf realistische Mehrspieler-Gefechte, welche das taktische Verständnis des Spielers fordern. Das Spiel ermöglicht Gefechte zwischen echten Spielern. Ebenfalls beinhaltet es einen Koop-Modus mit der Möglichkeit, mit dem Team gegen KI-Gegner anzutreten und gleichzeitig Missionsziele wie das Zerstören von gegnerischen Munitionslagern zu erfüllen. Ein weiterer Modus, der „Sustained-Combat“-Modus, ermöglicht Gefechte, bei denen der Spieler nach seinem virtuellen Tod keine Wartezeit in Kauf nehmen muss und direkt wiederbelebt wird, um erneut in das Kampfgeschehen eingreifen zu können. Später wurde der „Conquer“-Modus hinzugefügt. Hier müssen die Spieler rundenbasiert verschiedene Orte auf der Karte einnehmen und gegen KI-gesteuerte Aufständische verteidigen. Wenn alle Orte insgesamt fünf Mal erfolgreich verteidigt wurden, ist das Level für die jeweilige Fraktion gewonnen. Das Spiel umfasst aktuell 16 herstellereigene Karten, die größtenteils irakischen Vorstadtregionen nachempfunden sind.

## Realismus
Insurgency weist im Gegensatz zu den meisten Ego-Shootern ein hohes Maß an Realismus auf. So wird zum Beispiel keine Zielhilfe vor der Waffe angezeigt und zwingt den Spieler somit zum Zielen durch das Visier. Zudem verzichtet das Spiel auf eine Gesundheits- und Munitionsanzeige.
Das Schadensmodell der Spielfiguren ist äußerst wirklichkeitsgetreu, sodass bereits ein Treffer in den Brustbereich tödlich sein kann.

## Rezeption
Gamestar merkt an, dass das Spiel eine hohe Lernkurve hat. Daraus resultiert jedoch auch eine starke Motivation. Für 4Players handelt es sich um einen gelungenen taktischen anspruchsvollen Shooter, der an eintönigen Karten und uninspirierten Spielmodi leidet.

## Auszeichnungen
- IndieDB Indie of the Year 2014
  - Players Choice[5]
  - Editors Choice[6]